# Marie-Henriette de Lalaing
Marie Henriette Octavie Ghislaine van Maldeghem, na haar huwelijk Marie-Henriette de Lalaing (Brussel, 12 augustus 1787 – aldaar, 12 augustus 1866) was een Belgische edelvrouw en letterkundige. Ze vertaalde Engelse en Italiaanse teksten in het Frans en schreef ook origineel werk.

## Leven
De vader van Marie Henriette was graaf van Steenhuffel-Maldeghem. In 1807 trouwde ze met graaf Charles de Lalaing. Na diens dood in 1819 nam ze het beheer van het familiefortuin op zich alsook de opvoeding van hun twee kinderen. Toen haar dochter overleden was en haar zoon carrière maakte in de diplomatie, begon ze literaire activiteiten te ontplooien. Ze toonde in het bijzonder belangstelling voor de Engelse romantiek en voor de Risorgimento. 
In 1833 had ze al haar Franse vertaling gepubliceerd van het gedicht Manfred van Lord Byron. Tot 1857 zou ze nog tal van Britse dichters vertalen: Henry Galley Knight, William Cowper, James Montgomery, Richard Brinsley Sheridan, ridder Carrington, Lord Gower en Thomas Gray. Haar eerste Italiaanse vertaling leverde ze in 1841 met Narration populaire sur la mort de la princesse Guendolina Borghese, een tekst van Antonio Bianchi. Voorts vertaalde ze teksten over Tasso door Gian Battista Manso en Pier-Alessandro Paravia, de Dantebiografie van haar vriend Cesare Balbo, vier canto's van Leopardi, en  diverse gedichten van Poliziano, Dante, Petrarca en Leopardi.
Met de hulp van de paleograaf Émile Gachet bestudeerde ze de documenten nagelaten door haar 17e-eeuwse voorouder Robert van Maldeghem en compileerde ze er een geschiedkundig-genealogisch boek over dat in 1849 verscheen onder de titel Maldeghem la Loyale. Het begon met de kruisvaarder Salomon van Maldeghem. In 1852 publiceerde ze in het Italiaans de fabel in verzen La Sensitiva. Haar belangrijkste werk zijn de gedichten en aforismen bijeengebracht in Les Chrysanthèmes (1857).
Na haar dood liet ze haar boekencollectie na aan de Koninklijke Bibliotheek van België.

## Familie
Met haar echtgenoot Charles Joseph Guislain de Lalaing had ze twee kinderen:
- Camille-Ange de Lalaing (1813-1840), getrouwd met Auguste d'Overschie
- Maximilien-Jean-Guislain de Lalaing (1811-1881), graaf en diplomaat

## Selecte publicaties
- Maldeghem la Loyale. Mémoires et archives (1849)
- Les Chrysanthèmes. Études littéraires (1857)